# Akkoord van Düsseldorf
Het Akkoord van Düsseldorf was een twaalfpuntenverklaring van 16 maart 1939 voor samenwerking tussen de Britse en Duitse industriewerkgevers, respectievelijk de Federation of British Industries (F.B.I) en de Reichsgruppe Industrie.

## Voorgeschiedenis
De overeenkomst werd voorafgegaan door een reeks afspraken die de industrieën van beide landen hadden gemaakt in het Internationaal Staalkartel van 1926 en de Internationale Cokesconventie van 1937. 
Op 21 en 22 december 1938 begonnen in Londen de voorbereidende besprekingen, waarbij afspraken gemaakt werden over een Engels-Duits steenkoolkartel en over de oprichting van andere kartels. Op 21 februari 1939 publiceerde The Times een hoofdartikel met de titel „Peace Through Trade“ (“Vrede door handel”), waarin stond dat het doel van de bijeenkomsten was om een handelsoorlog te voorkomen. Op een F.B.I.-vergadering aan de vooravond van het vertrek van de Britse delegatie naar Duitsland zei de liberale Lord President of the Council Walter Runciman: “Heren, de vrede van Europa ligt in uw handen.”

## Het Akkoord
De hoofdconferentie vond plaats in Düsseldorf op 15 en 16 maart 1939. Enkele tientallen vertegenwoordigers werden het eens over het doel om “marktverstorende” en “ongezonde” concurrentie tussen de industrieën van beide landen uit te bannen. Daartoe werden regels opgesteld over prijskwesties en ook over de verdeling van markten, zodat men kan spreken van een kartel.
Op dezelfde dag begon echter de Duitse bezetting van Tsjecho-Slowakije. Omdat de Britse en Duitse regeringen steeds vijandiger tegenover elkaar gingen staan, liepen de akkoorden verder op niets uit. 

## Reacties
In de Verenigde Staten zag men in het Akkoord het ontstaan van een gevreesd Duits-Engels economisch blok, wat inging tegen het Amerikaans beleid van vrijhandel.
Marxistische economen daarentegen zagen in de prijs- en valuta-afspraken een “vrijgeleide voor Hitler om de Sovjet-Unie aan te vallen”.